# 楊璟
楊 璟（よう けい、生年不詳 - 洪武15年8月29日（1382年10月6日））は、元末明初の軍人。本貫は廬州合肥県。

## 生涯
儒学者の子として生まれた。管軍万戸として朱元璋に従った。至正16年（1356年）に朱元璋が集慶を占領すると、楊璟は総管に進んだ。翌年、徐達が常州を陥落させると、楊璟は親軍副都指揮使に進んだ。至正18年（1358年）、胡大海の婺州攻撃に参加し、これを陥落させると、楊璟は枢密院判官に転じた。陳友諒に対する征戦に参加し、功績により湖広行省参政に抜擢され、江陵に駐屯した。進軍して湖南の少数民族の抵抗を鎮圧し、三江口に軍を駐屯させた。招討の功績により行省平章政事に転じた。左丞の周徳興や参政の張彬を統率し、武昌の諸衛の軍を率いて、広西の征討にあたった。
洪武元年（1368年）春、永州に進攻した。元の守将の鄧祖勝が出撃してきたため、楊璟がこれを撃破すると、鄧祖勝は兵を集めて州城を固く守った。楊璟は進軍してこれを包囲した。元兵が永州の救援にやってきて、東郷に駐屯し、湘水に沿って7カ所の陣営を並べた。楊璟はこれを撃破して、1000人あまりを捕らえた。さらに全州の守将の平章阿思蘭と周文貴が兵を率いて来援すると、楊璟は周徳興を派遣してこれを撃破した。千戸の王廷を派遣して宝慶を奪取し、周徳興と張彬が全州を落とし、道州・藍山・桂陽・武岡の諸州県をほぼ平定した。永州は長らく下らなかったが、楊璟は裨将を諸門に分営させ、塁を築いてこれに迫り、西江上に浮橋を造って、これを急攻した。鄧祖勝は力尽きて、薬を仰いで自死した。楊璟の兵は城壁を超えて城内に入り、巷間で抵抗する参政の張子賢を捕らえると、ついに永州は陥落した。ときに征南将軍の廖永忠と参政の朱亮祖が広東から進攻して梧州を奪取し、潯州・貴州・鬱林州を平定した。朱亮祖は兵を率いて楊璟に合流した。楊璟は靖江に進攻したが下せず、城の守りの要である西濠の堤を決壊させることにした。指揮の丘広を派遣して閘口関を攻撃させ、堤を守る兵を殺し、堤を決壊させて濠の水を抜いた。濠を埋め立てて土堤五道を築き、兵を城壁に迫らせた。城内はなおも抵抗したが、急攻すること2カ月で攻め落とし、平章の也児吉尼を捕らえた。先立って張彬が南関を攻撃したとき、城を守る者たちに罵られたことに怒り、南関の民衆を皆殺しにしようとした。楊璟が入城すると、まず命令を下して民衆の殺害を禁止させた。楊璟は軍を郴州に転戦させて、両江土官の黄英岑や伯顔らを降した。廖永忠が南寧路と象州を陥落させると、広西はことごとく平定された。
楊璟は南京に凱旋すると、偏将軍の湯和とともに徐達に従って山西に転戦した。沢州にいたって、元の平章の韓札児と韓店で戦って敗れた。南京に帰る途中に、唐州の乱兵を捕らえ、南陽に留まることになった。ほどなく楊璟は洪武帝（朱元璋）の命により夏への使者として赴いた。このとき夏主の明昇は幼く、母の彭氏と大臣たちが国事を切り回していた。楊璟は利害を説いて明に入朝臣事するよう勧めた。明昇が部下を集めて協議すると、大臣たちが帰順を不利とみなして反対したため、明昇も入朝を決断することはできなかった。楊璟は帰国すると、湖広行省平章に転じた。
慈利土官の覃垕が諸洞の少数民族たちを率いて反乱を起こすと、楊璟は軍を率いて覃垕を攻撃し、連破した。覃垕が降伏を申し出たので、楊璟が部下を派遣して応対させたところ、その部下は捕らえられてしまった。洪武帝が使者を派遣して楊璟を叱責した。楊璟は兵を督戦して強襲し、反乱軍は逃走した。洪武3年（1370年）、楊璟は営陽侯に封じられた。
洪武4年（1371年）、湯和に従って夏の明昇を攻撃し、瞿塘で戦ったが敗戦した。翌年に副将軍とされ、鄧愈に従って辰州や沅州の少数民族の抵抗を鎮圧した。洪武13年（1380年）、大将軍の徐達に従って北平に駐屯し、遼東で練兵した。洪武15年（1382年）8月、死去した。芮国公に追封された。諡は武信といった。
子の楊通が後を嗣いだが、洪武20年（1387年）に雲南で敗れて普定指揮使に降格され、洪武23年（1390年）に胡惟庸の獄にかかり処断された。